# Refiloe Jane
Refiloe Jane, née le 4 août 1992 à Soweto, est une footballeuse internationale sud-africaine, jouant en milieu de terrain. Sélectionnée régulièrement avec l'Afrique du Sud, elle compte plus d'une centaine de sélection, notamment pour les Jeux olympiques d'été de 2012 à Londres, la coupe d'Afrique des nations féminine de football, et en 2019, en France, la coupe du monde féminine de football. Elle a joué également dans de grands clubs européens, australiens, et africains.

## Biographie
Née au sein d’une grande fratrie, elle fait son apprentissage de la balle au pied dans les rues de Soweto. Elle commence à jouer au football dans l'équipe de son frère. L'entraîneur est impressionné par sa détermination, et lui enseigne les bases. Elle rejoint ensuite Pimville Thebe Stars, une autre équipe de garçons. 

### En club féminins
Elle devient capitaine de Stars avant de déménager à Colchester, où elle trouve sa première équipe féminine. Elle joue ensuite pour le Mamelodi Sundowns Ladies Football Club à Pretoria. Menant ultérieurement des études supérieures, en marketing et gestion sportive, elle intègre l'équipe de l'université de technologie de Vaal.
Le 20 août 2018, le club australien Canberra United annonce qu'il a signé avec Refiloe Jane, et sa compatriote Rhoda Mulaudzi, pour la saison 2018-2019 de la W-League. Les deux joueuses ont convaincu Heather Garriock (en), elle-même ancienne joueuse australienne et entraîneuse du club. Devenir professionnelles en Australie n'a pas été aisé : le club australien n'a offert, avant signature, que l'hébergement et le transport sur place,la Fédération sud-africaine de football (Safa) n'a apporté aucune aide. Les billets d'avions des deux joueuses ont été financés par des dons et du financement participatif sur internet. Mais elles deviennent les premières joueuses sud-africaines à participer à la W-League,,.
Après avoir quittée l'équipe australienne Canberra United en avril 2019, Refiloe Jane signe un contrat d'un an avec l'AC Milan, club de la Ligue féminine de Serie A italienne, première sud-africaine à rejoindre le championnat féminin de football en talie. En août 2022, elle rejoint le club de Série A italienne Sassuolo. Après deux saisons au club, elle le quitte à l'été 2024, à la recherche d'un nouveau défi. Après avoir été écartée des terrains pendant dix mois en raison d'une blessure au pied contractée au sein des Banyana Banyana, elle revient dans son pays et signe avec le TS Galaxy Queens, qui évolue en championnat d'Afrique du Sud féminin de football. Jane y fait ses débuts en mars 2025.

### En sélection nationale sud-africaine
Surnommée Fifi, elle est retenue en équipe nationale, les Banyana Banyana, à vingt ans, juste avant les Jeux olympiques de Londres en 2012 et participe à cette compétition internationale. Elle est, depuis, régulièrement appelée dans cette équipe, et en devient un des piliers. En septembre 2014, elle est ainsi retenue pour le championnat d'Afrique féminin de football 2014 en Namibie. Elle est de nouveau appelée en équipe nationale pour les Jeux olympiques d'été de 2016, et participe aux trois matchs de groupe.
En parallèlle de son parcours dans différents clubs étrangers, elle continue à jouer également dans la sélection de son pays. Après avoir participé à la qualification des Banyana Banyana à la finale de la coupe d'Afrique des nations féminine de football 2018 (qualifiante pour la coupe du monde 2019), Refiloe Jane choisit de ne pas participer à cette finale de Coupe d'Afrique contre le Nigeria pour retourner plus vite en Australie où son club, le Canberra United, traverse une mauvaise série. Sa présence dans le milieu de terrain s'y avère cruciale. Accéder à la coupe du monde est par contre un objectif important des Banyana Banyana. C'est une première pour cette équipe nationale, qui plus est en France où l'équipe masculine a disputé sa première Coupe du monde en 1998.
En février 2019, Refiloe Jane totalise une centaine de sélections en équipe nationale.
En 2019, elle figure sélectionnée parmi les 23 joueuses sud-africaines retenues pour participer à la Coupe du monde organisée en France, mais l'Afrique du Sud n'arrive pas dans cette coupe du monde féminine à s'extraire de ses matches de poules.
Elle devient capitaine de l'équipe nationale féminine sud-africaine lors de la Coupe d'Afrique des nations féminine de football 2022, où elle remporte son premier titre continental, et de la Coupe du monde féminine de football 2023, où elle a atteint les huitièmes de finale. Refiloe Jane joue les deux premiers matches, une défaite 2-1 contre la Suède et un match nul 2-2 contre l'Argentine, mais elle quitte le stade de Dunedin en Nouvelle-Zélande sur une civière après un choc violent avec la milieu de terrain argentine Florencia Bonsegundo. L'Afrique du Sud bat ensuite l'Italie 3-2 sans Jane, mais s'incline en huitième de finale contre les Pays-Bas sur le score de 2-0.

## Palmarès
- Vainqueur de la Coupe d'Afrique des nations 2022 avec l'équipe d'Afrique du Sud